# 聖徳太子伝暦
『聖徳太子伝暦』（しょうとくたいしでんりゃく）は、厩戸皇子（聖徳太子）の伝記の１つ。『聖徳太子平氏伝』ともいわれる。漢文，編年体の詳細な聖徳太子の伝記。全二巻。著者未詳。

## 概説
1923年の関東大震災のため焼失し、現存はしてはいないが、東京帝国大学附属図書館所蔵の『太子伝傍註』に書き加えられた寛元2年（1244年）8月書写の菅原為長所持本の識語によると、「古本奥書云、延喜十七年（917年）九月、蔵入頭兼輔撰」とある。このことから藤原楢雪は本書の成立をこの延喜17年9月に藤原兼輔(877年 - 933年)によって編纂されたものが原撰本であるとしている。また、成立当初の内容は、校異の書き入れから、現行の流布本よりも簡略であったとしており、現行のものは原撰本に四天王寺本願縁起、「暦録」、「七代記」が追補されたものとして、原文と後柱を分けた復原本を作成し、『聖徳太子全集』三（1944年）などに発表した。この見解は一般の承認を得てきていたが、その後、伝暦の書写本を調査した阿部隆一はこの説に批判を提示している。傍証としての事実や伝承が発見されていないこと、また、『本朝月令』・『三宝絵詞』・『日本往生極楽記』・『政事要略』・『本朝法華験記』・『扶桑略記』などからの本書の古い引用文が復原本よりも流布本に近いことなどから、この説は再検討されるべき必要があるとされている。また、顕真の『聖徳太子伝私記』の記載などにより、現在の形になった年代を正暦3年（992年）とする説もある。林幹弥は後述する阿波本願寺本が永久元年（1113年）本の祖本である寛弘元年（1104年）書写本以前の様態を示すことを重視し、さらに永観2年（984年）以前に『三宝絵』（永観2年撰）に見える『平氏撰聖徳太子伝』が成立し、正暦3年にそれを補訂して『伝暦』ができたのではないか、と述べている。
古くから「平氏撰」と呼ばれ、平基親・平季貞・葛原親王などを撰者とする所伝もある。難波の百済寺の老僧より、『太子行事奇縦之書三巻』を得て編述されたともあり、『日本書紀』の記事を骨組みにし、『上宮聖徳太子伝補闕記』の記事を全面に採用し、現存しない先行の各種の太子伝も参照し、撰者の創作も織り交ぜて内容構成されたものとされている。
内容は、欽明天皇31年（570年）太子の父である橘豊日命（用明天皇）が穴穂部間人皇女を妃としたときから始まり、敏達天皇元年（572年）の誕生、推古天皇29年（621年）2月の薨去までの太子の事績や関連事件を記し、さらに山背大兄王の事件や皇極天皇4年（645年）の蘇我入鹿の討滅までを、ほぼ年代を追って記している。聖徳太子に関する説話・奇談を集大成したような性格の伝記であり、その記事は必ずしも信用のおけるものではないが，後世の太子信仰に大きな影響を及ぼしている。一般の聖徳太子像は、本書を通じて形成されたものとも言える。
伝暦の書写本には
1. 内庁書陵部所蔵伏見宮本（重要文化財。永久元年（1113年）本系写本）
2. 書陵部本（永久元年本系写本、長寛3年（1165年）、校点本）
3. 西本願寺本（保安5年（1124年、本系写本。文明4年（1472年、書写）
4. 興福寺本（重要文化財。文永）4年（1267年）、本系写本。徳治2年（1307年）、書写）
5. 阿波本願寺本（重要文化財、乾元元年（1302年）、法隆寺西室にて書写）がある。

## 主な構成・特徴
入胎
母后が夢の中で金色の僧を見た。僧侶は「我は救世の菩薩なり。家は西方にあり」といい、母后の許しを得て口中に入った。その途端に母后は目を覚ましたが、喉の中にはまだ物を飲み込んだときのような感触があった。
誕生
入胎12ヶ月を経過して、母后は宮園内の厩で太子を出産する。殿内に入ったのち、赤い光、黄色い光が西方より差し込んだ。太子には香気があった。
2歳
太子が合掌し、東に向かって「南無仏」と唱え、再度礼拝した。
3歳
花園に遊んだとき、「桃花は一旦の栄物、松葉は万年の貞木なり」と言って、松葉を賞した。
4歳
「穴を地に穿つも隠るることを得ず」と言って、騒いだ罰として自分から進んで笞をうけようとした。
7歳
経論を披見して、六斎日の殺生禁断を奏上。
10歳
蝦夷の侵寇に対して、教え諭すことでむさぼりの性をなくすべきことを奏上し、その鎮撫に成功。
11歳
弓石の競技において他の童子を圧倒した。
14歳
蘇我馬子、塔を建てる。太子の言葉を機縁として、馬子の願いに応じて仏舎利が涌現（ゆげん）した。
26歳
百済より阿佐王子が来朝。太子、眉間より長さ三丈あまりの白い光を放つ。
27歳
「この人、すごぶる合（かな）へり」と言って、膳大郎女を妃とする。愛馬の黒駒に乗り、舎人の調子丸をともなって富士山頂に登り、信濃・三越（さんえつ）を経て、三日で帰った。
35歳
『勝鬘経』を講じ終わった夜、長さ二三尺の蓮花が雨降り、三四丈四方の講説の地に満ち溢れた。
37歳
三昧定に入ること七日七夜、魂を遣わして、前生における修行の時に所持した経典を持ち帰った。
39歳
膳大郎女に我が身のしあわせを語り、同穴を誓う。
42歳
片岡山の飢人に会う。彼が没したあと、その墓を開いたところが、その遺体はなく、衣服がたたんで置いてあり、太子の与えた紫の袍だけがなかったという。
薨後22年
上宮王家の人々が、斑鳩寺の塔より西に向かって飛び去る。ときに光明が輝き、天花雨降り、妙なる音楽が聞かれた。
この『伝暦』の中の太子は、
1. 入胎時の記述から、救済者の化身として仏と同格の地位を獲得しており、太子を信仰すること＝菩薩・仏を信仰するという構図ができており、その超人性が強調されている。
2. 一方で、崇敬の対象のみならず思慕の対象でもある。誰もがそれへ近づきうる人間でもあり、理想的な人間でもある。4歳時の太子は道徳的規範・社会倫理に進んで適応する存在であり、39歳時の太子は、夫婦関係の倫理的規範を示している。太子信仰が庶民に親しめるものとなった背景には、これらの点を見落としてはならない[1]。

## 刊行本
- 書き下し『聖徳太子伝暦』 世界聖典刊行協会、奥田清明：著、1996年